# Altdorf (bei Nürtingen)
Altdorf este o comună din landul Baden-Württemberg, Germania. Deoarece există mai multe localități care se numesc așa, când este nevoie se precizează astfel: „Altdorf (bei Nürtingen)” (Altdorf de lângă orașul Nürtingen) sau și „Altdorf (Landkreis Esslingen)” (Altdorf din districtul Esslingen).
1. ↑  Alle politisch selbständigen Gemeinden mit ausgewählten Merkmalen am 31.12.2018 (4. Quartal) (în germană), Statistisches Bundesamt[*], arhivat din original la 10 martie 2019, accesat în 10 martie 2019